# Живой квест
Живой квест — это салонная детективная игра. Участники живого квеста оказываются в ситуации, в которой перед ними стоит общая цель — поиски убийцы, борьба за сокровища, раскрытие тайны, спасение от бедствия. Каждый из участников получает индивидуальную роль в этой ситуации, а также свои индивидуальные цели, иногда даже идущие вразрез с общей — например, вернуть возлюбленного или узнать о предательстве, восстановить справедливость или, наоборот, замести следы преступления. 

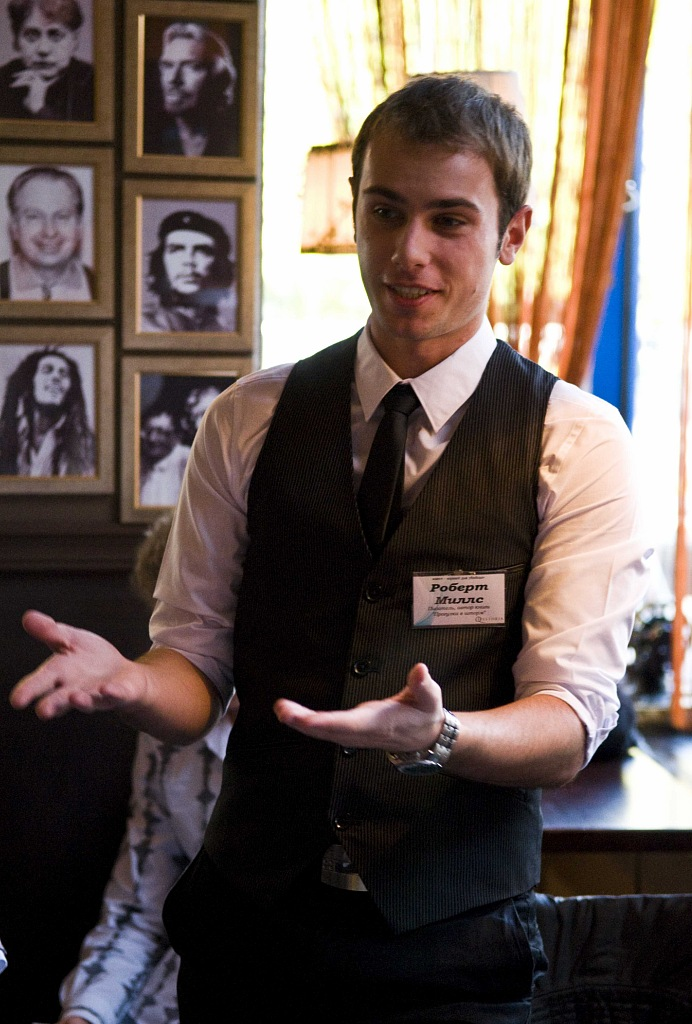
Умение убеждать — полезный навык для игрока на живом квесте

Наличие нескольких целей обеспечивает разноплановость игры. Игрок сам может определять, какая цель для него первоочерёдная.
Суть игры — выполнить как можно больше целей.
Для этого игрокам необходимо общаться между собой, анализировать информацию о других персонажах, известную им из их роли, получать дополнительную информацию, искать улики, думать над мотивами, вступать в союзы, блефовать, интриговать и убеждать.
Исход игры обычно полностью зависит от действий игроков.

## История
Идея такого развлечения пришла из Америки и Европы, где распространены Murder mystery games, салонные детективные игры. В России близкие элементы есть в павильонных ролевых играх и словесных ролевых играх.
В отличие от павильонных ролевых игр, живой квест рассчитан не на представителей ролевой субкультуры, а на широкий круг людей, зачастую впервые участвующих в подобном времяпрепровождении.

## Описание игры
Живой Квест — вид салонной ролевой игры с прописанным сценарием, обычно длящийся 2-5 часов. Участники играют определенных персонажей, у каждого из которых есть уникальные цели. Игроки свободно общаются в салонном формате, что позволяет строить интриги и создавать коалиции. Успех в игре определяется достижением целей персонажа и улучшением его ситуации к финалу. Участники следуют четким правилам и механикам взаимодействия, установленным сценарием. Живые Квесты обычно рассчитаны на группы от 6 до 30 человек и модерируются ведущим. 
Игра включает в себя элементы любительского актерства и импровизации, когда игроки вживаются в образы и характеры своих персонажей. Качественный отыгрыш роли и соблюдение характерных для нее ограничений считается хорошим тоном, но не является обязательным условием участия. Каждый игрок имеет важную и связанную с другими персонажами роль в квесте. Это отличает живые квесты от интерактивного театра, популярного на западе, где весь детектив разыгрывается актёрами, у игроков нет индивидуальных ролей, и они только пытаются определить, кто же виноват.

Взаимодействие в игре происходит на всей территории игры. Игроки как собираются вместе за одним столом, чтобы обсудить общую проблему, так и уединяются по двое-трое, чтобы заключить тайный союз, сговориться или решить некоторые проблемы, скрываемые от других игроков.

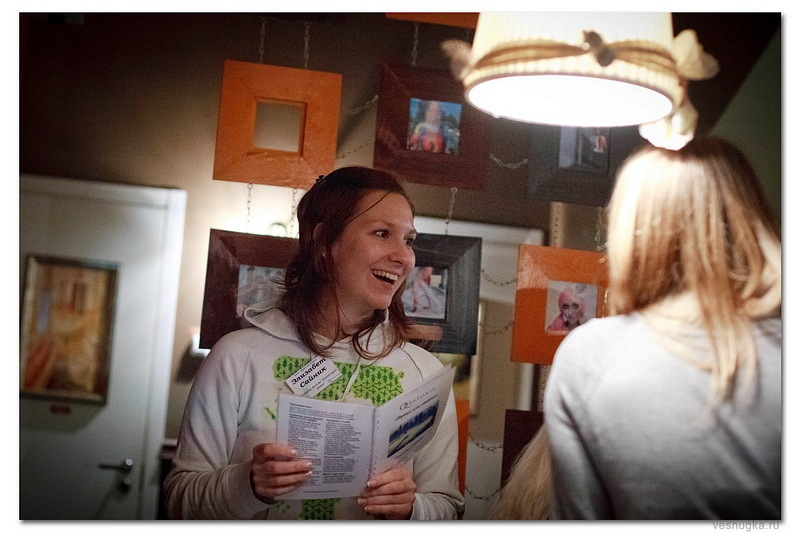
Участник живого квеста читает буклет

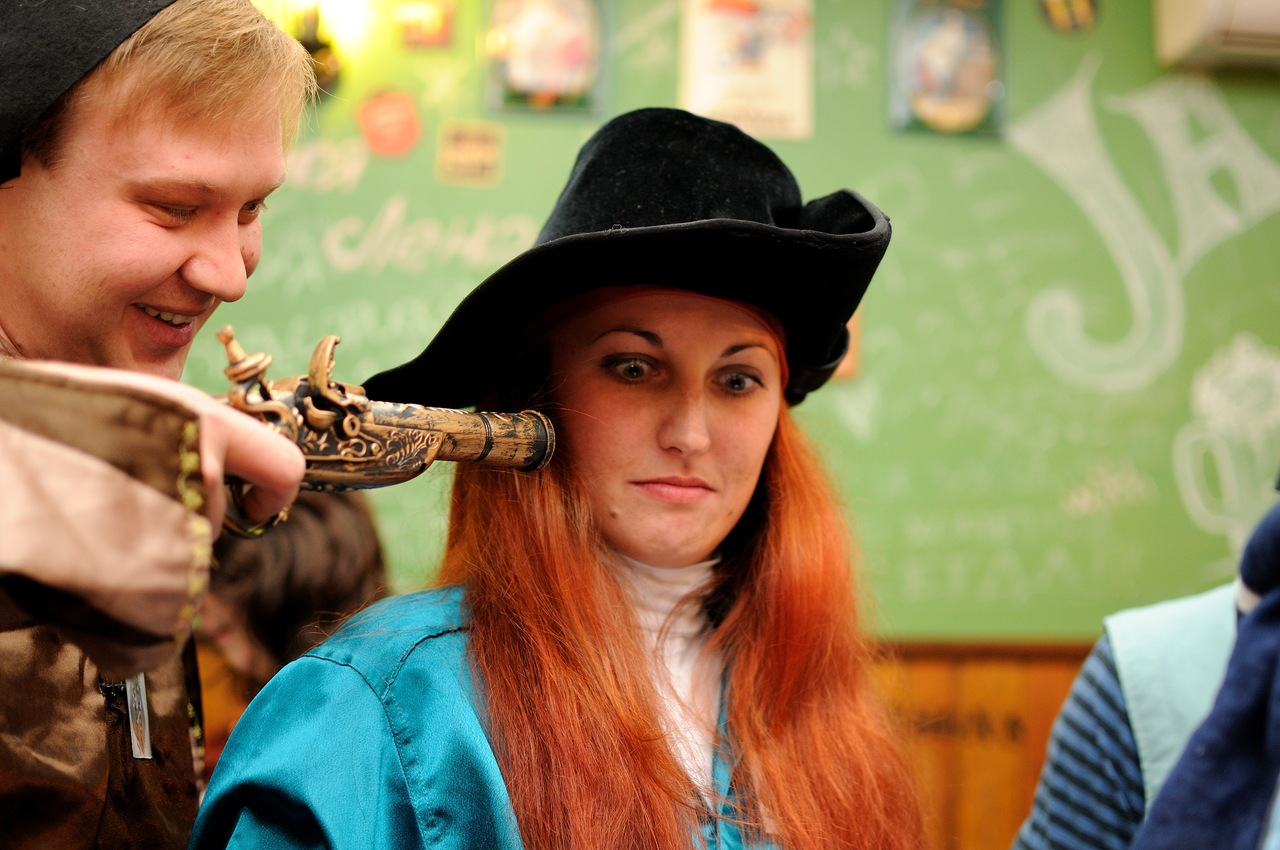
Живые квесты бывают костюмированными

 Квесты бывают немасштабируемыми — это значит, что для игры необходим точный состав игроков (Например,15 человек: из них строго 10 мужчин и 5 женщин). В масштабируемую игру можно играть любым допустимым в игре количеством игроков без ущерба для качества игры.

## Ведущий
Контролирует ход игры, объясняет правила и поддерживает игроков ведущий. Он может как наблюдать за действием со стороны, так и исполнять вспомогательную техническую роль. Через ведущего осуществляется и тайное взаимодействие персонажей, если оно предусмотрено игрой, например, использование скрытых возможностей.

## Психологическая и социальная составляющая игры
Живой квест построен на коммуникационном взаимодействии между игроками. Не общаясь с другими игроками, невозможно достичь индивидуальных целей, что стимулирует знакомства, общение и служит хорошим способом познакомить совершенно незнакомую компанию. Кроме того, поскольку цели персонажей часто являются противоположными, живые квесты несут в себе элемент соревновательности.
С другой стороны, живые квесты способствуют развитию аналитических способностей: как правило, живые квесты содержат в себе детективный элемент, требующий умения работы с информацией и её анализа.

## Польза живых квестов
Согласно исследованию Стефана Данио, живые квесты могут оказывать положительное влияние на регулярно участвующих в них игроков. Исследование выявило следующие потенциальные преимущества:
- Социальные навыки. Подобные квесты требуют постоянного взаимодействия между игроками, что делает их отличной площадкой для развития социальных навыков. 
- Критическое мышление и решение проблем. Каждое решение в живом квесте имеет свои последствия. А поскольку решений приходится принимать много - игрок получает много обратной связи. 
- Эмпатия и понимание других. Играя за различных персонажей в ролевых квестах, игроки начинают понимать их чувства и мотивацию. 
- Уверенность в себе. В живых квестах часто нужно проявлять лидерские качества и брать на себя ответственность. В таких ситуациях игроки учатся принимать решения, вести за собой команду и брать на себя ответственность за последствия.